# Dora Carrington

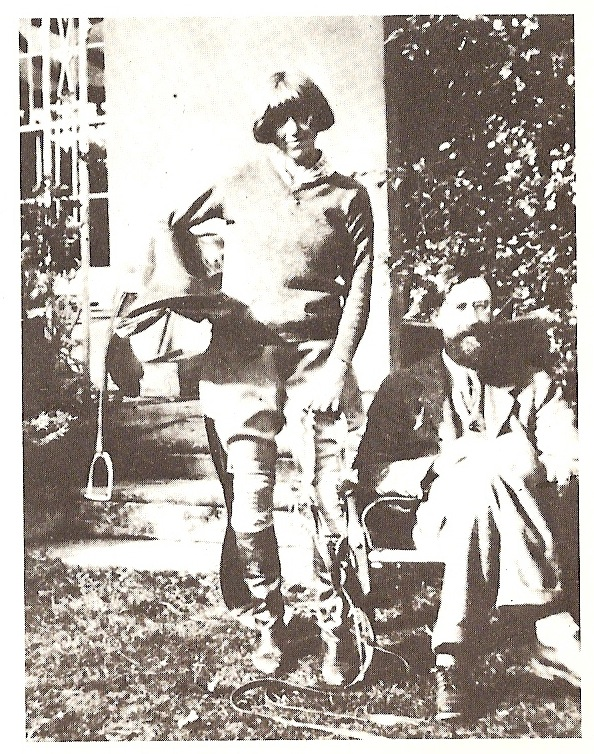
Carrington en Lytton Strachey

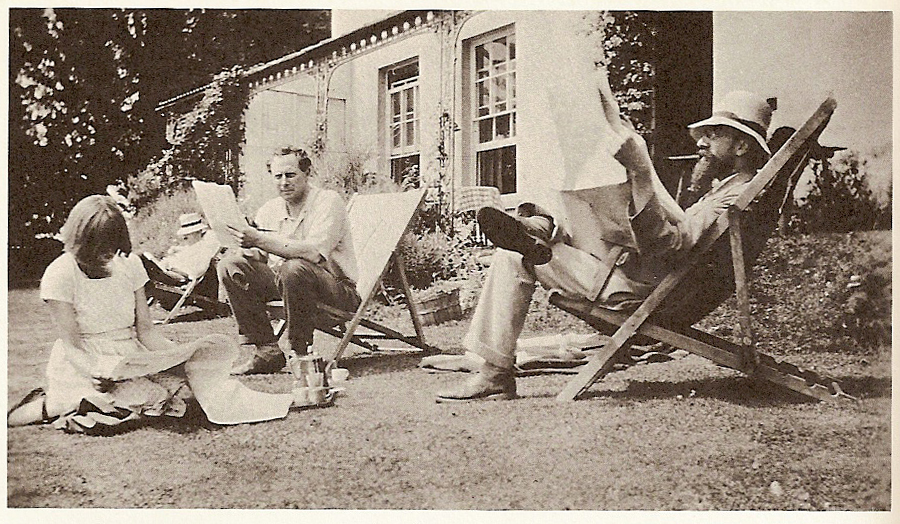
Carrington, Ralph Partridge en Strachey in de tuin van Ham Spray

Dora de Houghton Carrington (Hereford, 29 maart 1893 – Newbury, 11 maart 1932), meestal kortweg Carrington genoemd, was een Brits schilderes en illustratrice, die ook bekendheid geniet vanwege haar relatie tot (leden van) de Bloomsburygroep, met name Lytton Strachey.

## Leven
Carrington was de dochter van Samuel Carrington (1832-1918) en Charlotte Houghton. Ze bracht haar jeugd door in Bedford en viel al vroeg op door haar talent voor tekenen en schilderen. In 1910 werd ze toegelaten tot de Slade School of Fine Art in de Londense wijk Bloomsbury. In datzelfde jaar organiseerde Roger Fry in Londen de spraakmakende tentoonstelling Manet and the Postimpressionists waar veel van de moderne Britse schilders voor het eerst in samenhang werden gepresenteerd. Deze tentoonstelling maakte veel indruk op Carrington. In 1912 won Carrington de eerste prijs van haar school op het gebied van zowel de schilder- als de beeldhouwkunst. Carrington raakte bevriend met haar medestudent Mark Gertler, via wie ze geïntroduceerd werd bij Lady Ottolline Morrell een van de voornaamste gastvrouwen van de culturele elite van die tijd. In december 1915 ontmoette ze daar Lytton Strachey op wie ze vrijwel meteen verliefd werd. Strachey was dertien jaar ouder dan Carrington en gedroeg zich als haar intellectuele tutor:
I would translate the whole of French literature for you and give you lectures of the whole of English - Latin, Greek, Portugese, and Low Dutch to follow
In 1917 gingen Carrington en Strachey samenwonen in Tidmarsh Mill in Tidmarsh, Berkshire. In diezelfde tijd begon zij met het maken van kostuumontwerpen voor toneel en met het illustreren (vooral houtsnedes) voor de Hogarth Press en de Omega Workshops. In 1918 leerde Carrington Ralph Partridge kennen. Met hem zou ze in 1921 trouwen. Zij verhuisden in 1924 met z'n drieën naar een door Strachey gekocht huis in Ham (Ham Spray). Hier ontwikkelde zich een werkelijke driehoeksverhouding die pas eindigde toen Ralph Frances Marshall leerde kennen met wie hij een verhouding kreeg. Twee maanden nadat Lytton Strachey aan de gevolgen van kanker was overleden, maakte Carrington met een pistoolschot een einde aan haar leven. De laatste regels uit haar dagboek waren een citaat van de Elizabethaanse dichter Henry Wootten:
He first deceased, she for a little tried
To live without him, liked it NOT, and died.

## Werk
Carrington was in de eerste plaats een schilder. Haar werk bestaat voornamelijk uit landschappen en portretten. Tijdens haar leven exposeerde ze een aantal keren maar veel aandacht voor haar werk was er niet. Pas vanaf 1970 begon er een grotere belangstelling voor haar werk te ontstaan. Toen namelijk werd er in Londen een grote overzichtstentoonstelling gehouden. Ook verscheen toen een selectie uit haar - geïllustreerde - brieven en dagboeken. In 1995 werd er opnieuw een overzichtstentoonstelling aan haar werk gewijd in Londen. In datzelfde jaar verscheen de speelfilm Carrington van Christopher Hampton, met Emma Thompson in de rol van Carrington en Jonathan Pryce als Strachey.

## Galerij

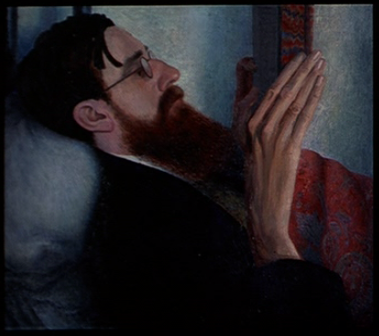
Lytton Strachey
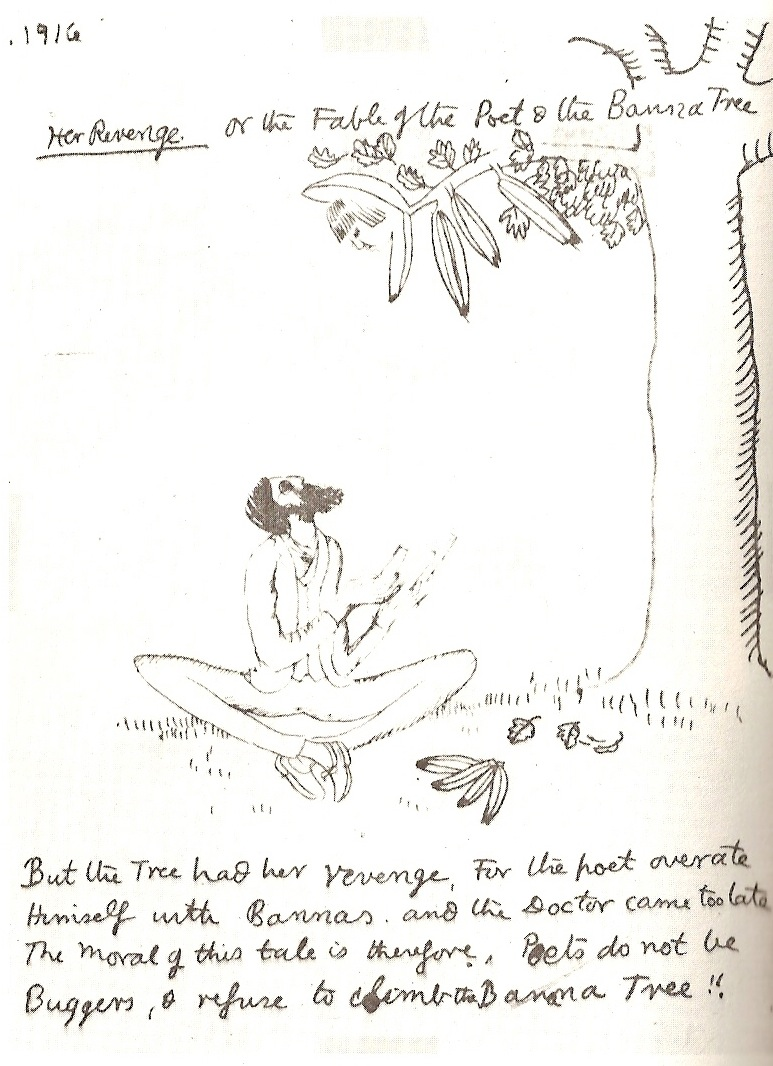
Lytton Strachey (illustratie uit een brief)
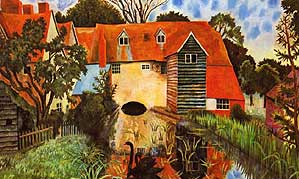
Tidmarsh Mill
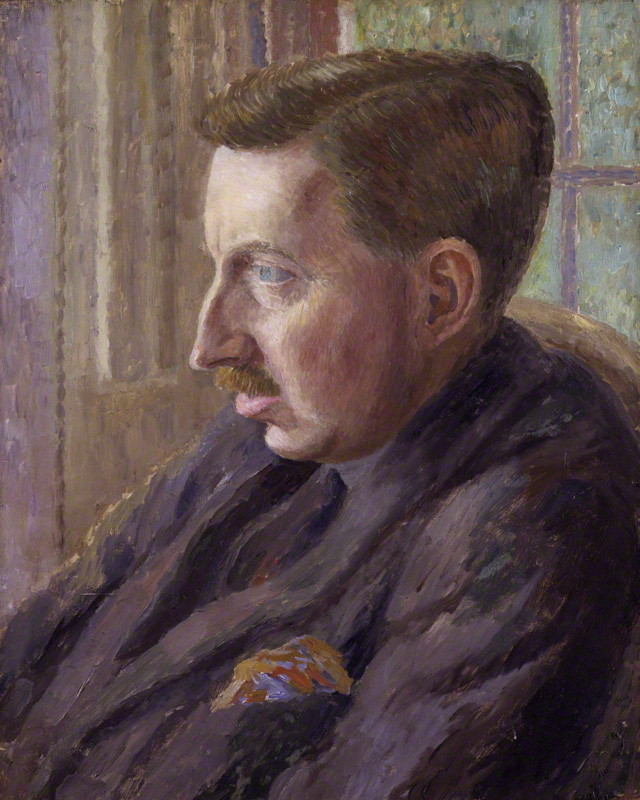
E.M. Forster